# Chapel of Love
Chapel of Love – piosenka napisana przez Jeffa Barry’ego, Ellie Greenwich i Phila Spectora, która zyskała sławę dzięki wykonaniu żeńskiego trio The Dixie Cups. Latem w 1964 roku nagrana przez trzy siostry piosenka „Chapel of Love” pojawiła się na czołowych pozycjach wielu list przebojów. Piosenka była już wcześniej lansowana przez znane w latach 60. zespoły The Crystals oraz The Ronettes, ale dopiero wersja The Dixie Cups trafiła w gusta słuchaczy.
Utwór był później wykonywany przez różnych muzyków. Do najbardziej znanych wersji należą wykonania Bette Midler (1973) i The Beach Boys (1976) oraz nieco odmienna od pozostałych interpretacja Darlene Love. Piosenka znalazła się także w ścieżce dźwiękowej filmu Cztery wesela i pogrzeb w wykonaniu Eltona Johna.